# Stephanoxis lalandi
El colibrí copetón norteño (Stephanoxis lalandi), también denominado picaflor copetón (norteño), picaflor de copete verde o colibrí de copete verde,[cita requerida] es una especie de ave apodiforme de la familia Trochilidae —los colibríes— una de las dos pertenecientes al género  Stephanoxis. Es endémica del sureste de Brasil.

## Distribución y hábitat
Se distribuye por la mata atlántica del sureste de Brasil, en el sur de Minas Gerais, Espírito Santo, Río de Janeiro, hasta el noreste de São Paulo.
Esta especie es considerada común apenas localmente y de distribución dispersa en su hábitat natural: el sotobosque de bosques húmedos, vegetación de matorral y a lo largo de cursos de agua desde el nivel del mar hasta cerca de 1500 m de altitud, ocasionalmente observada a altitudes mucho mayores (Serra do Caparão, Espírito Santo, 2900 m).

## Descripción
Es un colibrí pequeño de alrededor de 8 cm de longitud. En la corona, la cabeza del macho exhibe un notable, fino y largo copete verdoso, aunque en ocasiones es más corto por causa de roturas o desgaste. Muestra una mancha postocular blanca. El borde apical de la cola es ocre. Todo el dorso es de color verdoso. El vientre es azul en el macho. El pico mide 17 mm y es delgado, recto, negro, adaptado para la absorción de néctar y a la captura de insectos.

## Sistemática

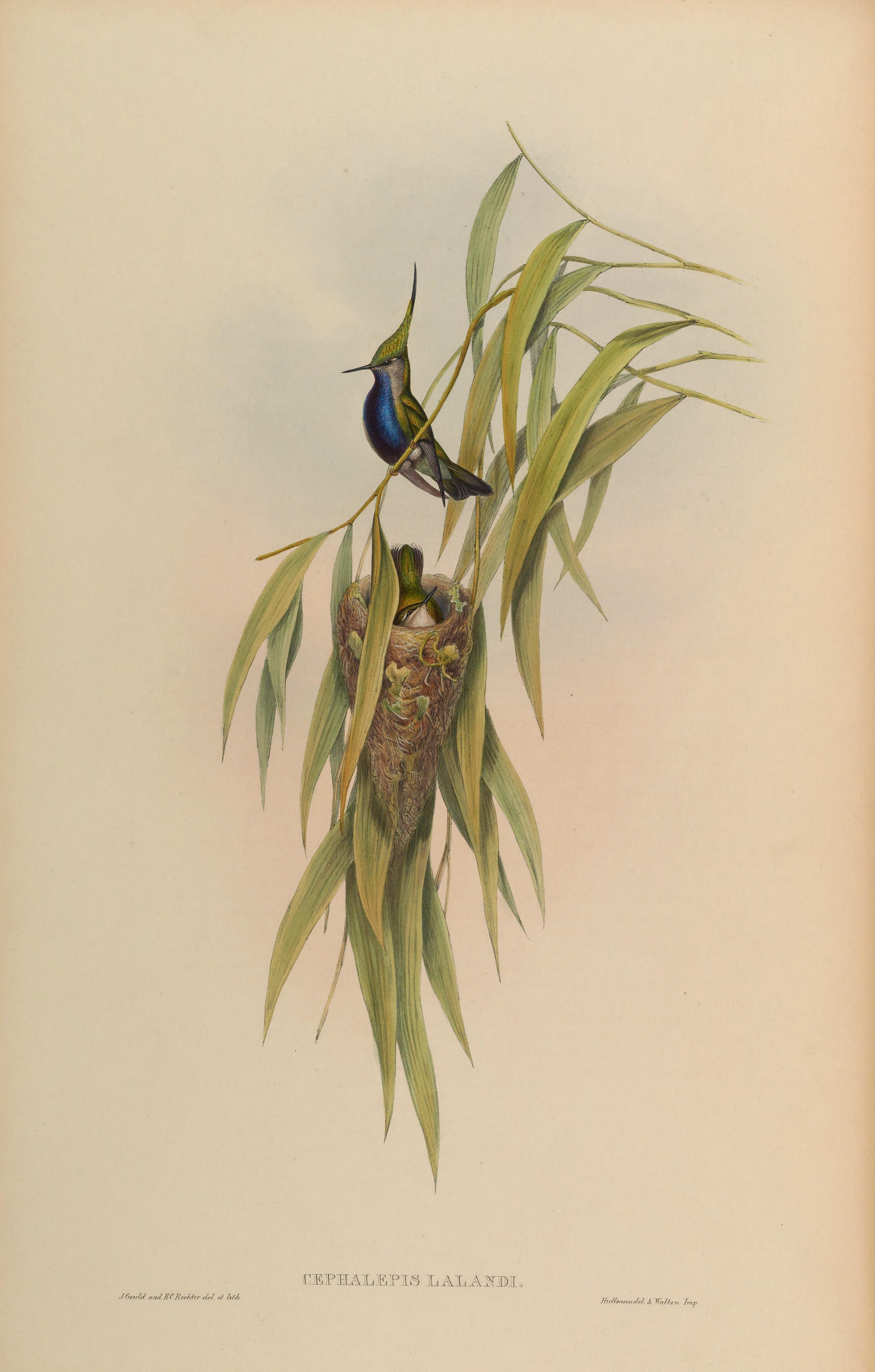
Cephallepis delalandii, sinónimo de Stephanoxis lalandi, ilustración de Gould y Richter en A monograph of the Trochilidae, or family of humming-birds 4, 1861.

### Descripción original
La especie S. lalandi fue descrita por primera vez por el naturalista francés Louis Pierre Vieillot en 1818 bajo el nombre científico Trochilus lalandi; su localidad tipo es: «Brasil», limitada posteriormente a «Río de Janeiro».

### Etimología
El nombre genérico masculino «Stephanoxis» se compone de las palabras del griego «stephanos» que significa ‘corona’ y «oxus» que significa ‘puntiagudo’; y el nombre de la especie «lalandi» conmemora al naturalista, explorador y recolector francés Pierre Antoine Delalande (1787–1823). El término específico ha sido a veces erróneamente enmendado a delalandei o delalandii.

### Historia taxonómica
En el siglo XIX fueron descritas las dos especies actualmente en el género Stephanoxis, la presente y Stephanoxis loddigesii. En el año 1945, Peters las reclasificó como subespecies de una misma especie, S. lalandi, que pasó a ser la única del presente género, monotípico. Esto fue hecho sin proporcionar ninguna evidencia taxonómica para justificar tal decisión. En el año 2014, un equipo de especialistas publicó un trabajo de revaluación de los límites taxonómicos de ambas formas integrantes del género. Emplearon como base un lote de 173 ejemplares de 9 colecciones de todo el mundo, en los que incluso se encontraban los holotipos y paratipos de ambos taxones. Además, se analizaron 518 fotografías de ambos taxones, las que contaban con su localidad precisa. El resultado demostró que deben ser tratadas como dos especies plenas, bajo los conceptos biológico y filogenético de especie, debido a patrones bien definidos en el plumaje y la distribución geográfica, así como por presentar una clara reciprocidad monofilética. Sus geonemias están distanciadas entre sí por unos 160 km de un hiato sin representantes del género, el que se encuentra dentro del estado de São Paulo, en Brasil, delimitado por la sierra do Mar por el este y la sierra de Paranapiacaba por el oeste. La distribución de ambas especies es congruente con las de otras especies de aves montanas, lo que sugiere que han compartido eventos vicariantes pretéritos durante los períodos interglaciares. El Comité de Clasificación de Sudamérica (SACC) reconoció la separación en dos especies en la Propuesta No 664.
Es monotípica.